# Кравчук Олексій Анатолійович
Олексій Анатолійович Кравчук (нар. 3 квітня 1963, м. Лієпая, Латвія) — український актор, режисер, педагог та організатор театрального процесу. Син актора і режисера Анатолія та акторки Ірини Кравчуків. Заслужений діяч мистецтв України (2012). Лауреат премії імені Володимира Блавацького (2008).

## Життєпис
Вивчав акторську майстерність (1988) та режисуру (1995) у Харківському інституті мистецтв. Працював актором у Харківському академічному українському драматичному театрі ім. Т. Шевченка (1985—1988), пізніше у Львівському академічному театрі ім. Леся Курбаса (1988—1991, 1999—2012), а у 2006—2012 — директором останнього. У 1995—1999 та у 2012 був режисером Донецького драмтеатру; у 2000—2002 — в. о. головного режисера Першого українського театру для дітей та юнацтва у Львові; від 2012 — головний режисер Луганського театру ляльок. З 2015 — директор — художній керівник Львівського академічного театру «І люди, і ляльки». Олексій Кравчук викладав у Львівському університеті (2001—2005).
Після повномасштабного вторгнення Росії вступив добровольцем до 80-ої окремої десантно-штурмової бригади (позивний «Артист», «Святий Миколай»), був контужений в районі села Пилипчатине, під Бахмутом. З липня 2023 року — повернувся до роботи у театрі.

## Творчість
В репертуарі актора є і комедійні, і драматичні ролі, його манера гри вирізняється простотою і змістовністю. Як режисер намагається сценічними засобами створити художні образи й динаміку, яка розкриває ідею та фабулу вистави; знаходить сучасні засоби вираження у постановках на історичні теми.

## Робота в театрі

### Актор
- Юда, Командор («На полі крові», «Камінний господар» Лесі Українки),
- Семянніков, Офіцер («Між двох сил» В. Винниченка),
- Потвора, Памва («Благодарний Еродій», «Наркіс» за Г. Сковородою),
- Старий («Сад нетанучих скульптур» за Л. Костенко),
- Олексій («Кабанчик» В. Розова),
- Лопахін («Садок вишневий» за А. Чеховим),
- Раскольников («Сни» за романом «Злочин і кара» Ф. Достоєвського),
- Злодюжка («Оперетка» В. Ґомбровича),
- Калігула (однойм. п'єса А. Камю),
- Король («Двір Генріха III» за А. Дюма)[2].

Львівський академічний театр «І люди, ляльки»
- 2020 — «Діти Ноя» за однойменним романом Еріка-Емманюеля Шмітта; реж. Михайло Урицький — Отець Понс[11]

### Режисер
- «Учитель танців» Лопе де Веґи (1995)
- «Закон» В. Винниченка (1996)
- «Піґмаліон» Б. Шоу (1997, також роль Гіґґінса)
- «Отак загинув Гуска» М. Куліша
- «Як важливо бути серйозним» О. Вайлда (обидві — 1998)
- «Золотий човник» за п'єсою «Івасик-Телесик» М. Кропивницького
- «Зайчик-хвалько» С. Михалкова (обидві — 2002)
- «Чекаючи на Ґодо» С. Беккета (2006, також роль Естрагона;)
- «Кольори» П. Ар'є
- «Шестеро персонажів у пошуках автора» Л. Піранделло (обидві — 2008)
- «Гамлет» В. Шекспіра
- «Смерть Тарєлкіна» О. Сухово-Кобиліна
- «Оскар…» за Е.-Е. Шміттом (усі — 2011)
- «Маскарад» М. Лермонтова (2012)
- «Синій птах» М. Метерлінка (2013)[2][12].

Львівський академічний театр «І люди, і ляльки»)
- 2019, 31 травня — «Пустостан» Маліни Пшешлуги[13][14][15]
- 2021, 4 червня — «Сніжинка для Вовчика» Надії Крат
- 2024, 7 березня – "Ведмедик та Тигрик у пошуках щастя" Яноша

## Відзнаки
- 2006 — Гран-прі Міжнародного фестивалю античного мистецтва «Боспорські агони», м. Керч, АР Крим[16]
- 2007 — Львівська обласна премія імені Бориса Романицького в категорії «Драматургія, театральне мистецтво»[2]

## Інтерв'ю
- «Захисники вміють умирати заради держави, а нам треба навчитися жити заради неї», – Олексій Кравчук «Локальна історія», 3 січня 2025
- Олекса Кравчук: «Я перестав розумітися на театрі. Тепер мені важливі ПТСР і поранення суспільства» «Український тиждень», 31 січня 2025